# Svenner fyr
Svenner fyr är en norsk fyrplats belägen på ögruppen Svenner sydöst om orten Stavern. Det nuvarande tornet stod färdigt år 1900 och ersatte då en lägre äldre stenfyr från 1874. Fyrplatsen är norskt kulturminne sedan 1997.
Vid dimma och dålig sikt kunde sjöfarten varnas med kanonskott som avsköts var 10 minut med svartkrut. Kanonen avskaffades år 1931 och ersattes av en mistlur. Den är utställd på Norsk Maritimt Museum på Bygdøy.
Svenner fyr elektrifierades år 1963,  automatiserades 1986 och avbemannades år 2003.

Fyrplatsen underhålls numera av ett lokalt kustlag i samarbete med statliga Kystverket. Den kan endast nås med båt. Det finns möjlighet för turister att övernatta på ön.

## Galleri

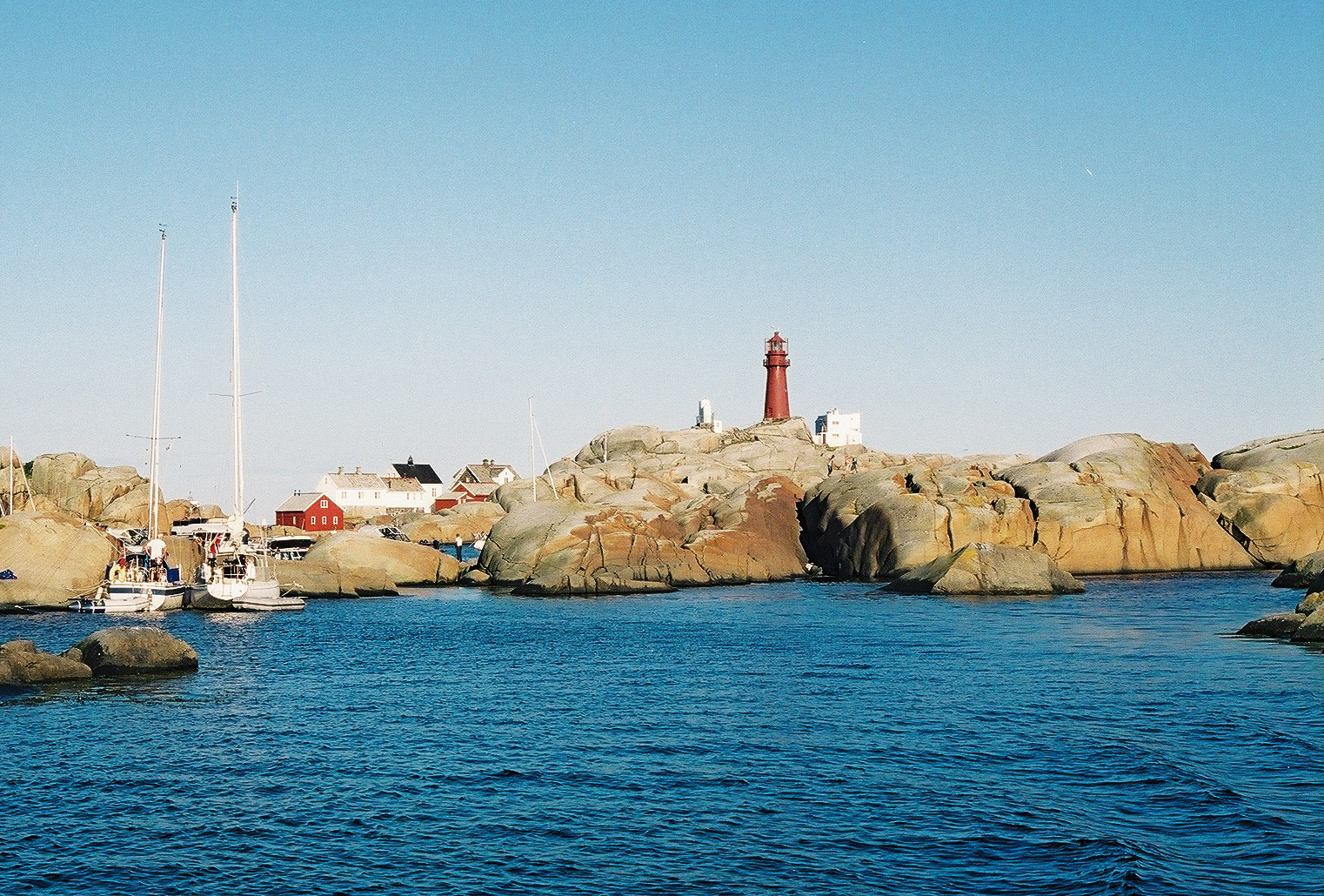
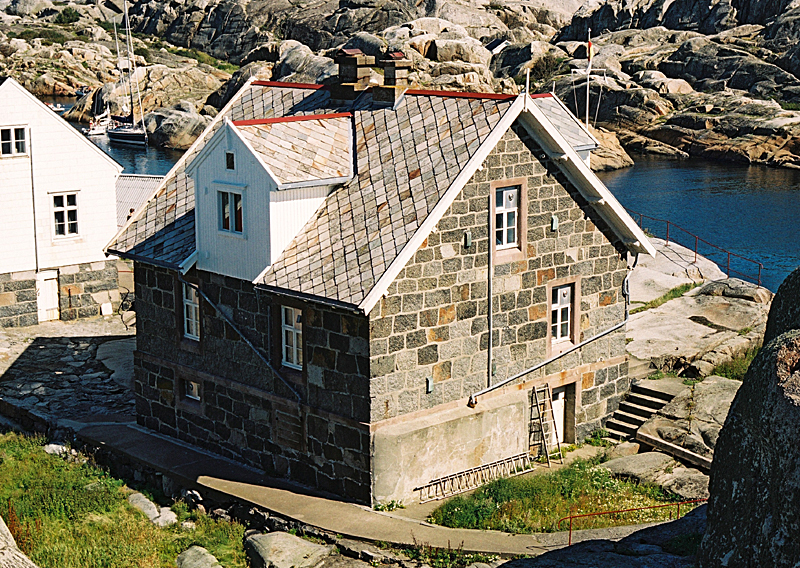
"Steinhuset" på Svenner.
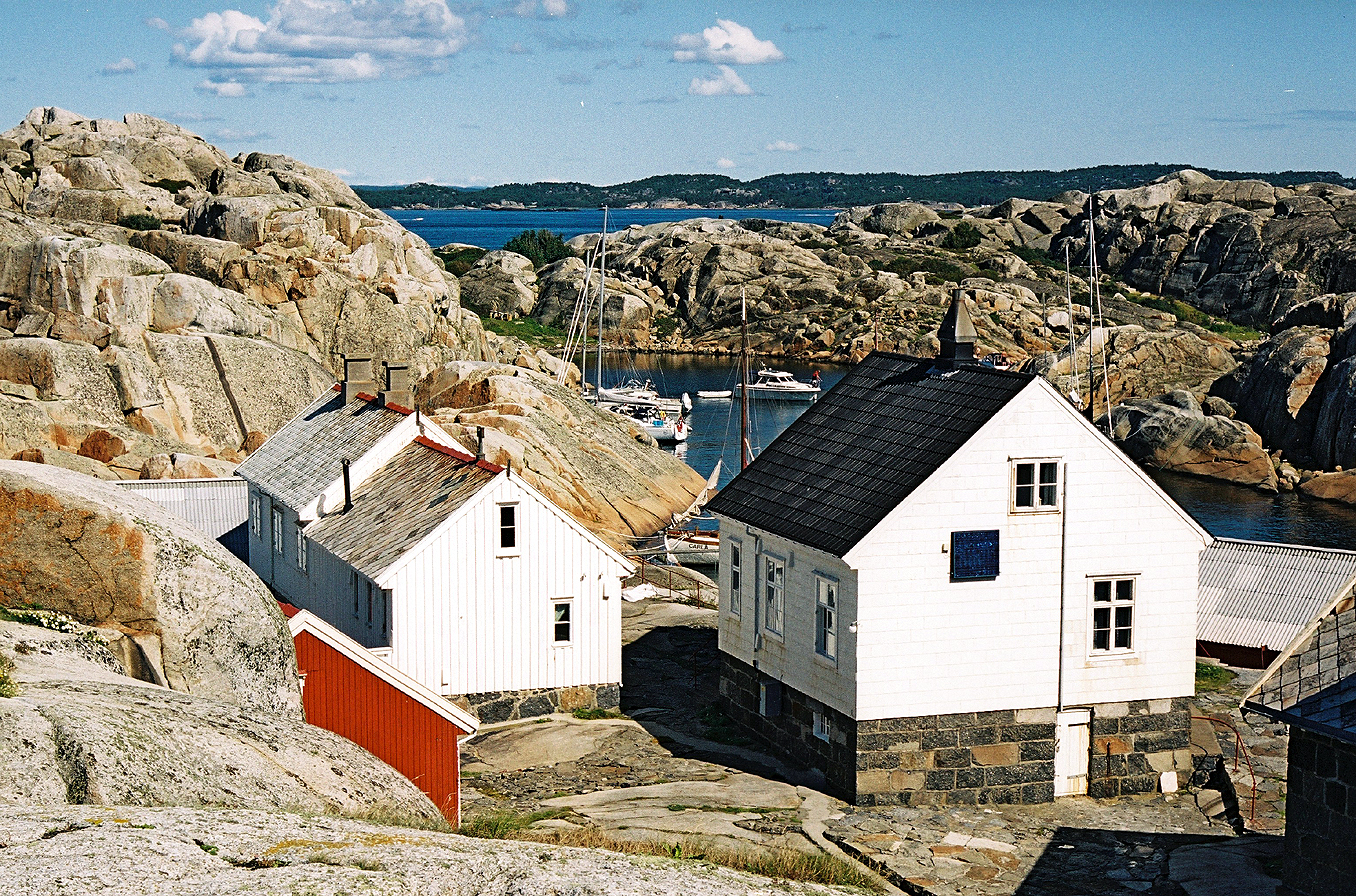
Gamla fyrvaktarbostaden.